# Slovenj Gradec (plaats)
Slovenj Gradec is een plaats in Slovenië en maakt deel uit van de gemeente Slovenj Gradec in de NUTS-3-regio Koroška. De plaats telde 7.249 inwoners op 1 januari 2020.

## Geboren
- Hugo Wolf (1860-1903), componist
- Ernst Goll (1887-1912), dichter
- Iztok Puc (1966), handballer
- Tina Maze (1983), alpineskiester
- Roman Bezjak (1989), voetballer
- Gloria Kotnik (1989), snowboardster
- Ilka Štuhec (1990), alpineskiester
- Ana Gros (1991), handbalster
- Janja Garnbret (1999), sportklimster